# Variété (pièce de théâtre)
Pour les articles homonymes, voir Variété.
Variété est une pièce de théâtre écrite et jouée par Anne-Lise Heimburger, Florent Hubert et Sarah Le Picard, créée le 20 novembre 2019 au théâtre musical La Pop, à Paris. La pièce est inspirée par l’émission de télévision Discorama, animée par Denise Glaser de 1959 à 1974. 
La pièce a été présentée en 2020 au Théâtre de l’Aquarium à Paris.

## Distribution
- La chanteuse: Anne-Lise Heimburger
- La journaliste: Sarah Le Picard
- Le musicien: Florent Hubert

## Équipe de création
- Mise en scène: Sarah le Picard
- Scénographie: Chantal de La Coste et Kelig Le Bars
- Direction musicale: Florent Hubert
- Direction vocale: Jeanne-Sarah Deledicq
- Costumes : Pauline Kieffer
- Lumières: Kelig Le Bars
- Collaboration technique: Adrien Bonnin
- Production: La Pop

## Captation
Réalisé par Élie Wajeman, le spectacle a été filmé au Petit théâtre de Saint-Quentin-en-Yvelines en mars 2021 et diffusé en ligne sur le site du théâtre le 22 avril 2021.